# Championnat du monde féminin de floorball des moins de 19 ans
Le championnat du monde féminin de floorball des moins de 19 ans se déroule tous les deux ans depuis 2004. Les Suédoises, les Finlandaises et les Suissesses sont les grandes dominatrices de ces championnats mondiaux.

## Palmarès
| Année | Or       | Argent   | Bronze             | Lieu               |
| ----- | -------- | -------- | ------------------ | ------------------ |
| 2004  | Suède    | Finlande | Suisse             | Finlande           |
| 2006  | Suède    | Finlande | Suisse             | Allemagne          |
| 2008  | Suisse   | Suède    | Finlande           | Pologne            |
| 2010  | Suède    | Finlande | République tchèque | République tchèque |
| 2012  | Finlande | Suisse   | Suède              | Slovaquie          |
| 2014  | Suède    | Finlande | République tchèque | Pologne            |

## Détails des éditions

### Finlande 2004
La première édition a eu lieu à Tampere, en Finlande. La Suède a battu l'équipe hôte en finale, alors que la Suisse venait compléter le podium grâce à sa victoire sur la Lettonie. À noter que huit équipes participaient à cette première édition.

### Allemagne 2006
Pour sa deuxième édition, le championnat du monde féminin moins de 19 ans de floorball se déroula en Allemagne, à Naunhof et Leipzig. La Finlande avait la possibilité de prendre sa revanche sur la Suède en finale. Malheureusement pour elles, les Tre Kronor gagnèrent une nouvelle fois. La Suisse obtint de nouveau la médaille de bronze, mais cette fois-ci contre la République Tchèque. Onze équipes participaient à cette seconde édition.

### Pologne 2008
La troisième édition a cette fois-ci eu lieu en Pologne, à Babimost, Wolsztyn et Zbaszyn. Mais, contrairement aux deux premières éditions, la Suisse parvint à se hisser en finale et a ainsi pu se mesurer aux intouchables Suédoises. Les Helvètes, qui étaient menaient 7-5 à 7 minutes de la fin du match, créèrent la sensation en gagnant 8-7 après prolongations ! La Finlande compléta le podium grâce à sa victoire sur la Pologne sur le score de 4 à 3.
Il y a eu des changements par rapport aux éditions précédentes : la création d'une deuxième division, comprenant trois équipes jouant deux fois l'un contre l'autre. Le vainqueur (la Slovaquie) a été promue dans le groupe A, alors que l'Allemagne a été reléguée dans le groupe B.

### République Tchèque 2010
L'édition suivante a lieu en 2010 en République Tchèque.